# Fraseraspis litseae
Fraseraspis litseae är en insektsart som beskrevs av Sadao Takagi 1999. Fraseraspis litseae ingår i släktet Fraseraspis och familjen pansarsköldlöss. Inga underarter finns listade i Catalogue of Life.